# Schapp (Möbel)
Der (auch: das) Schapp ist ein niederdeutsches Wort für Schrank. In der möbelhistorischen Fachsprache wird es für große, zweitürige Dielenschränke der Barockzeit aus dem Hanseraum verwendet und zwar meist in der Spezifizierung als Hamburger, Lübecker oder Danziger Schapp.
An Bord eines Schiffes bezeichnet ein Schapp in der Regel keinen freistehenden Schrank, sondern einen Spind, eine Schublade, ein offenes Fach oder auch einen kleinen Raum wie den Funkraum.

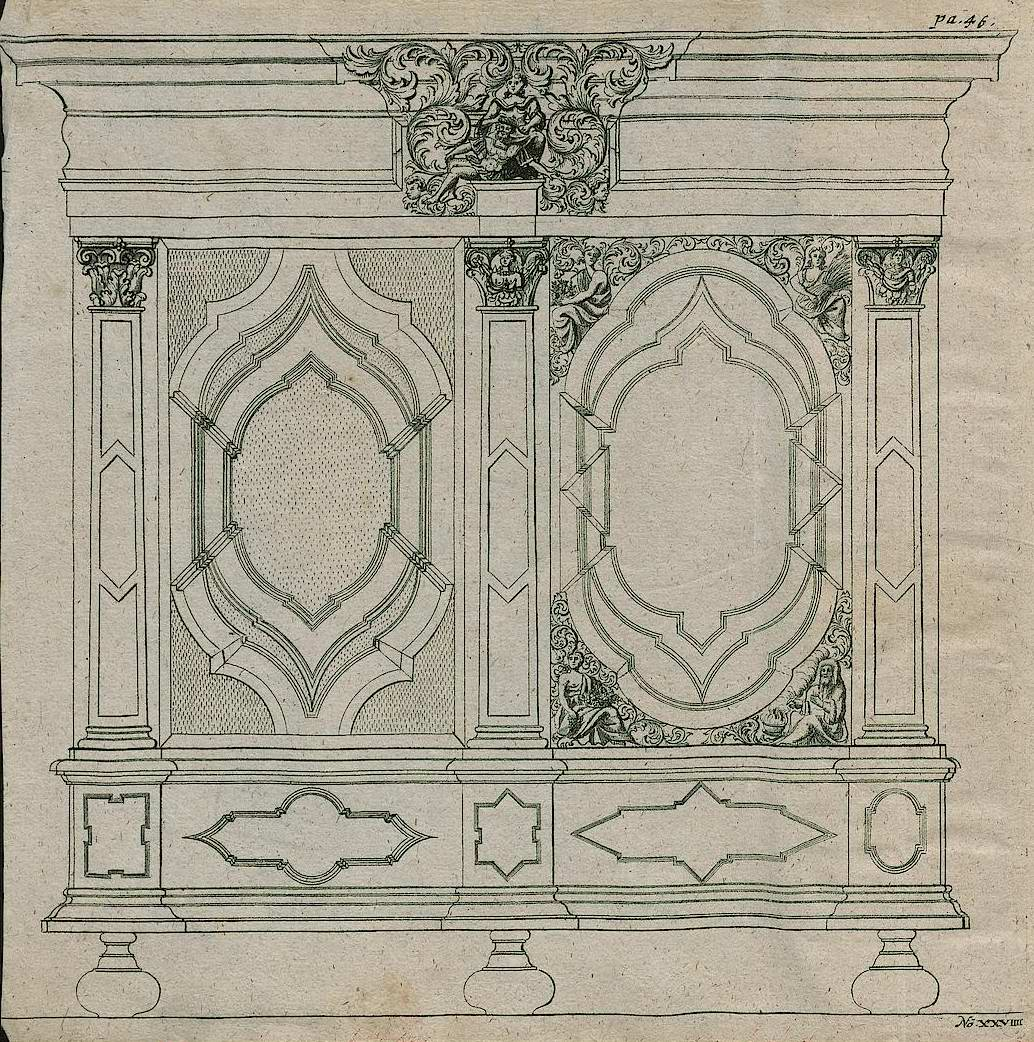
Hamburger Schapp. Kupferstich aus J. Chr. Senckeisen: Architektur- und Seulen-Buch, Leipzig 1704, S. 46

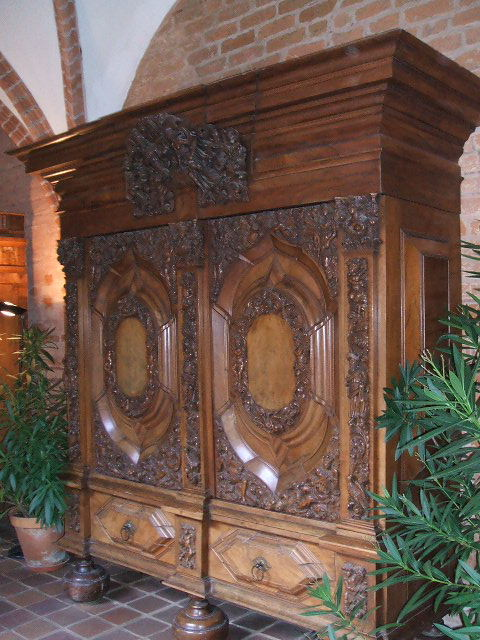
Hamburger Schapp im kulturhistorischen Museum Stralsund

## Das BarockmöbelSchapp
Als Hamburger Schapp wurde der Dielenschrank, vermutlich nach niederländischen Vorbildern um 1680 entwickelt und unter diesem Namen bereits 1704 in Senckeisens Seulen-Buch beschrieben.
Die konstruktive Neuerung dieses hanseatischen Möbeltyps ist seine Zerlegbarkeit. Auf den in einem Stück gearbeiteten Sockelkasten sind Wände, Türen und Rückwände gesetzt, sie werden durch den Gesimskranz gehalten; ein Prinzip, das sich aus Gewichts- und Transportgründen empfahl und den Bau von Kleiderschränken noch bis ins 20. Jahrhundert dominierte. Der Sockel steht meist auf gedrechselten Kugelfüßen und ist mit zwei Schubladen ausgestattet. Profilierte, spitzovale Auflagen („Kissen“) füllen die vier Felder der Front, auf den Türen sind sie in der Frühzeit von Schnitzwerk umrahmt und von Pilastern flankiert. Die Pilaster, die Zwickel der Türfelder und die Mitte des Abschlussgesimses sind oft mit reichen Schnitzereien versehen.
Auch in anderen Hansestädten wurden ähnliche Typen von Dielenschränken entwickelt. Regionale Unterschiede zeigen sich seit dem Beginn des 18. Jahrhunderts in den Varianten „Danziger“ und „Lübecker Schapp“. Der Danziger Schapp zeigt eine Bekrönung in Form eines Trapezgiebels, die Lübecker Variante einen geschweiften oberen Abschluss, während Hamburg und sein Umland das horizontale Gesims beibehielt. Als sicherer Herkunftsnachweis taugen allerdings diese Typenmerkmale nur bedingt, vor allem die „Danziger“ Giebelform war im ganzen Küstengebiet verbreitet.
Als Material wurde bei den hanseatischen Schapps für Furnier und Schnitzwerk Nussbaum verwendet, als Blindholz diente meist Eiche (bei Meisterstücken war diese Kombination verbindlich), in Danzig aber auch anderes Holz.
Hamburger Schapps wurden zwischen etwa 1680 und 1750 hergestellt, vereinfachte Formen hielten sich länger, allgemein wird die Modellierung der Möbelfront im 18. Jahrhundert flacher und zarter profiliert. Seit der Mitte des 18. Jahrhunderts haben (bei aufwändigeren Schapps) die Türen einen geschweiften oberen Rand, dieser für das Rokoko typischen Bewegung antwortet oft eine als Sprenggiebel ausgebildete Bekrönung. In dieser Form ist der Dielenschrank in der zweiten Hälfte des 18. Jahrhunderts überall zwischen Bremen und Lübeck verbreitet, doch gleichzeitig verschwindet der niederdeutsche Name in den Schriftquellen und wird durch die Bezeichnung Schrank ersetzt.
Als Hörnschapp wird ein Eckschrank, dessen zwei Seiten oft reich mit Schnitzwerk geschmückt ist, bezeichnet. Er ist im 17. Jahrhunderttypisch für Dithmarschen.